# Dietmar Hirsch
Dietmar Hirsch (Viersen, 8 dicembre 1971) è un allenatore di calcio ed ex calciatore tedesco, di ruolo centrocampista o difensore.

## Palmarès

### Giocatore
- Coppa di Germania: 1

Borussia Mönchengladbach: 1994-1995

### Allenatore
- Fußball-Regionalliga: 1

Duisburg: 2024-2025 (girone Ovest)